# Teymur Rəcəbov
Teymur Boris oğlu Rəcəbov (Baku, 12 marzo 1987) è uno scacchista azero, Grande maestro.
Il suo nome è spesso traslitterato in Teimour Radjabov o Rajabov secondo la grafia inglese.
Radjabov ha ottenuto nel marzo del 2001 il titolo di Grande maestro all'età di 14 anni e 14 giorni, fatto che lo ha reso temporaneamente il più giovane Grande Maestro di tutti i tempi. Il suo stile di gioco è stato descritto come tendenzialmente offensivo, fortemente tattico.
Ha partecipato per l'Azerbaigian alle olimpiadi degli scacchi: 5 volte in prima scacchiera (2012 dove ha vinto la medaglia di bronzo individuale, 2008, 2006, 2004 e 2002), 4 volte in seconda scacchiera (2018 dove ha vinto la sua seconda medaglia di bronzo individuale, 2016, 2014 e 2010), in tutto ha vinto 32 partite, pareggiate 48 e perse 11.
Ha raggiunto il proprio record personale nel novembre 2012, con 2793 punti Elo, 4º al mondo e primo tra i giocatori azeri.
Ha partecipato a due edizioni del Torneo dei candidati (2011 e 2013). Si è inoltre qualificato per l'edizione del 2020, ma ha rinunciato alla partecipazione in quanto riteneva insufficienti le misure profilattiche predisposte dalla FIDE in risposta all’emergenza coronavirus.

## Principali risultati
A livello giovanile vince un Campionato del Mondo (under12 nel 1998) e quattro Campionati Europei (under10 nel 1996 e 1997, under12 nel 1998 e under 18 nel 1999).

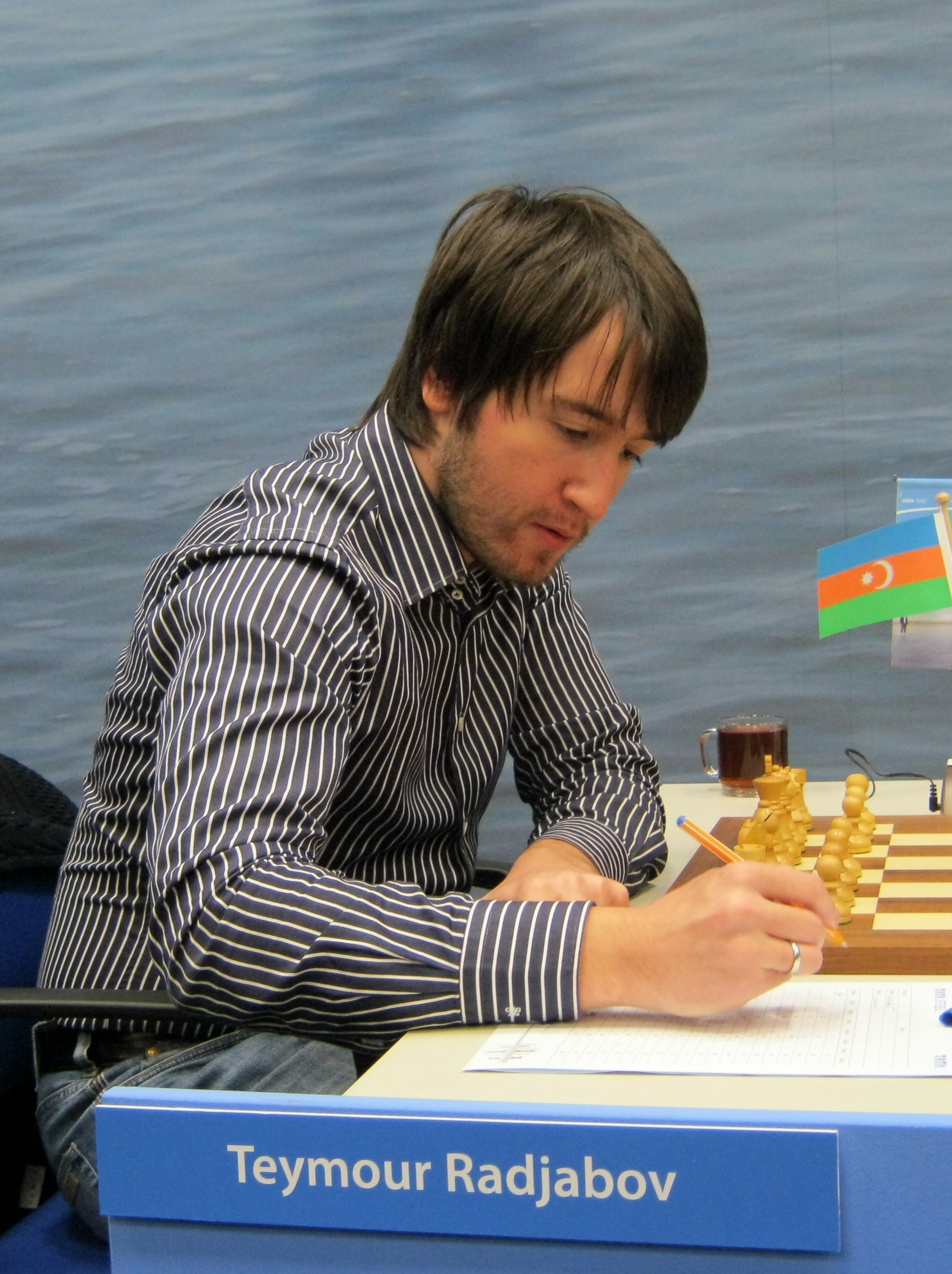
Radjabov nel 2012 durante il Torneo di scacchi di Wijk aan Zee

Tra giugno e luglio 2004 partecipa al campionato del mondo FIDE di Tripoli (vinto da Rustam Qosimjonov) e ha raggiunto la Semifinale, dove ha perso contro Michael Adams.
Nell'aprile 2005 vince a Dos Hermanas, in solitaria con 5.5 punti su 9, il 13º Torneo Internazionale Dos Hermanas .
Nel dicembre 2008 ha vinto ad Ėlista, a pari merito con Dmitrij Olegovič Jakovenko e Aleksandr Igorevič Griščuk, la 3ª tappa del FIDE Grand Prix 2008-2010.
Nell'ottobre 2009 vince a Novi Sad con l'Azerbaigian, da prima scacchiera, il Campionato Europeo 2009 a squadre per nazioni .
Nel maggio 2011 ha disputato a Kazan' il torneo dei Candidati al Campionato del mondo di scacchi 2012, viene eliminato nei Quarti di Finale da Vladimir Kramnik negli spareggi rapidi (4,5-3,5) dopo aver concluso gli incontri con tempo classico in parità 2-2.
Nel marzo/aprile 2013 ha disputato a Londra il torneo dei Candidati al Campionato del mondo di scacchi 2013, piazzandosi all'8º posto.
Nel novembre 2013 vince a Varsavia con l'Azerbaigian, da seconda scacchiera, il Campionato Europeo 2013 a squadre per nazioni .
Nel luglio 2017 vince imbattuto a Ginevra la terza tappa FIDE Grand Prix 2017 con 6 punti su 9, in novembre vince a Creta il Campionato Europeo 2017 a squadre per nazioni .
Tra settembre e ottobre 2019 vince la Coppa del Mondo battendo in finale il cinese Ding Liren per 6-4 dopo gli spareggi rapid e blitz, risultato che gli è valsa la qualificazione al Torneo dei Candidati, torneo al quale rinuncerà.
Nel gennaio 2021 vince l’Airthings Masters, primo dei tornei Rapid online del circuito Champions Chess Tour 2021 organizzato dal sito e piattaforma Chess24.com, battendo in finale Levon Aronian e vincendo il primo premio di 60.000 dollari. 

## Una sua famosa vittoria contro Kasparov
Nel torneo di Linares del 2003 (quando aveva 15 anni e 11 mesi)
Radjabov sconfisse Garri Kasparov con il nero, diventando il più giovane giocatore a battere il numero uno della classifica mondiale (Kasparov aveva allora 2847 punti Elo). La partita fu poi premiata come la più bella del torneo.
Difesa francese - 1. e4 e6 2. d4 d5 3. Cc3 Cf6 4. e5 Cfd7 5. f4 c5 6. Cf3 Cc6 7. Ae3 a6 8. Dd2 b5 9. a3 Db6 10. Ce2 c4 11. g4 h5 12. gxh5 Txh5 13. Cg3 Th8 14. f5 exf5 15. Cxf5 Cf6 16. Cg3 Cg4 17. Af4 Ae6 18. c3 Ae7 19. Cg5 O-O-O 20. Cxe6 fxe6 21. Ae2   (vedi diagramma)
|   | a | b | c | d | e | f | g | h |   |
| 8 | c8 re del nero · d8 torre del nero · h8 torre del nero · e7 alfiere del nero · g7 pedone del nero · a6 pedone del nero · b6 donna del nero · c6 cavallo del nero · e6 pedone del nero · b5 pedone del nero · d5 pedone del nero · e5 pedone del bianco · c4 pedone del nero · d4 pedone del bianco · f4 alfiere del bianco · g4 cavallo del nero · a3 pedone del bianco · c3 pedone del bianco · g3 cavallo del bianco · b2 pedone del bianco · d2 donna del bianco · e2 alfiere del bianco · h2 pedone del bianco · a1 torre del bianco · e1 re del bianco · h1 torre del bianco | c8 re del nero · d8 torre del nero · h8 torre del nero · e7 alfiere del nero · g7 pedone del nero · a6 pedone del nero · b6 donna del nero · c6 cavallo del nero · e6 pedone del nero · b5 pedone del nero · d5 pedone del nero · e5 pedone del bianco · c4 pedone del nero · d4 pedone del bianco · f4 alfiere del bianco · g4 cavallo del nero · a3 pedone del bianco · c3 pedone del bianco · g3 cavallo del bianco · b2 pedone del bianco · d2 donna del bianco · e2 alfiere del bianco · h2 pedone del bianco · a1 torre del bianco · e1 re del bianco · h1 torre del bianco | c8 re del nero · d8 torre del nero · h8 torre del nero · e7 alfiere del nero · g7 pedone del nero · a6 pedone del nero · b6 donna del nero · c6 cavallo del nero · e6 pedone del nero · b5 pedone del nero · d5 pedone del nero · e5 pedone del bianco · c4 pedone del nero · d4 pedone del bianco · f4 alfiere del bianco · g4 cavallo del nero · a3 pedone del bianco · c3 pedone del bianco · g3 cavallo del bianco · b2 pedone del bianco · d2 donna del bianco · e2 alfiere del bianco · h2 pedone del bianco · a1 torre del bianco · e1 re del bianco · h1 torre del bianco | c8 re del nero · d8 torre del nero · h8 torre del nero · e7 alfiere del nero · g7 pedone del nero · a6 pedone del nero · b6 donna del nero · c6 cavallo del nero · e6 pedone del nero · b5 pedone del nero · d5 pedone del nero · e5 pedone del bianco · c4 pedone del nero · d4 pedone del bianco · f4 alfiere del bianco · g4 cavallo del nero · a3 pedone del bianco · c3 pedone del bianco · g3 cavallo del bianco · b2 pedone del bianco · d2 donna del bianco · e2 alfiere del bianco · h2 pedone del bianco · a1 torre del bianco · e1 re del bianco · h1 torre del bianco | c8 re del nero · d8 torre del nero · h8 torre del nero · e7 alfiere del nero · g7 pedone del nero · a6 pedone del nero · b6 donna del nero · c6 cavallo del nero · e6 pedone del nero · b5 pedone del nero · d5 pedone del nero · e5 pedone del bianco · c4 pedone del nero · d4 pedone del bianco · f4 alfiere del bianco · g4 cavallo del nero · a3 pedone del bianco · c3 pedone del bianco · g3 cavallo del bianco · b2 pedone del bianco · d2 donna del bianco · e2 alfiere del bianco · h2 pedone del bianco · a1 torre del bianco · e1 re del bianco · h1 torre del bianco | c8 re del nero · d8 torre del nero · h8 torre del nero · e7 alfiere del nero · g7 pedone del nero · a6 pedone del nero · b6 donna del nero · c6 cavallo del nero · e6 pedone del nero · b5 pedone del nero · d5 pedone del nero · e5 pedone del bianco · c4 pedone del nero · d4 pedone del bianco · f4 alfiere del bianco · g4 cavallo del nero · a3 pedone del bianco · c3 pedone del bianco · g3 cavallo del bianco · b2 pedone del bianco · d2 donna del bianco · e2 alfiere del bianco · h2 pedone del bianco · a1 torre del bianco · e1 re del bianco · h1 torre del bianco | c8 re del nero · d8 torre del nero · h8 torre del nero · e7 alfiere del nero · g7 pedone del nero · a6 pedone del nero · b6 donna del nero · c6 cavallo del nero · e6 pedone del nero · b5 pedone del nero · d5 pedone del nero · e5 pedone del bianco · c4 pedone del nero · d4 pedone del bianco · f4 alfiere del bianco · g4 cavallo del nero · a3 pedone del bianco · c3 pedone del bianco · g3 cavallo del bianco · b2 pedone del bianco · d2 donna del bianco · e2 alfiere del bianco · h2 pedone del bianco · a1 torre del bianco · e1 re del bianco · h1 torre del bianco | c8 re del nero · d8 torre del nero · h8 torre del nero · e7 alfiere del nero · g7 pedone del nero · a6 pedone del nero · b6 donna del nero · c6 cavallo del nero · e6 pedone del nero · b5 pedone del nero · d5 pedone del nero · e5 pedone del bianco · c4 pedone del nero · d4 pedone del bianco · f4 alfiere del bianco · g4 cavallo del nero · a3 pedone del bianco · c3 pedone del bianco · g3 cavallo del bianco · b2 pedone del bianco · d2 donna del bianco · e2 alfiere del bianco · h2 pedone del bianco · a1 torre del bianco · e1 re del bianco · h1 torre del bianco | 8 |
| 7 | c8 re del nero · d8 torre del nero · h8 torre del nero · e7 alfiere del nero · g7 pedone del nero · a6 pedone del nero · b6 donna del nero · c6 cavallo del nero · e6 pedone del nero · b5 pedone del nero · d5 pedone del nero · e5 pedone del bianco · c4 pedone del nero · d4 pedone del bianco · f4 alfiere del bianco · g4 cavallo del nero · a3 pedone del bianco · c3 pedone del bianco · g3 cavallo del bianco · b2 pedone del bianco · d2 donna del bianco · e2 alfiere del bianco · h2 pedone del bianco · a1 torre del bianco · e1 re del bianco · h1 torre del bianco | c8 re del nero · d8 torre del nero · h8 torre del nero · e7 alfiere del nero · g7 pedone del nero · a6 pedone del nero · b6 donna del nero · c6 cavallo del nero · e6 pedone del nero · b5 pedone del nero · d5 pedone del nero · e5 pedone del bianco · c4 pedone del nero · d4 pedone del bianco · f4 alfiere del bianco · g4 cavallo del nero · a3 pedone del bianco · c3 pedone del bianco · g3 cavallo del bianco · b2 pedone del bianco · d2 donna del bianco · e2 alfiere del bianco · h2 pedone del bianco · a1 torre del bianco · e1 re del bianco · h1 torre del bianco | c8 re del nero · d8 torre del nero · h8 torre del nero · e7 alfiere del nero · g7 pedone del nero · a6 pedone del nero · b6 donna del nero · c6 cavallo del nero · e6 pedone del nero · b5 pedone del nero · d5 pedone del nero · e5 pedone del bianco · c4 pedone del nero · d4 pedone del bianco · f4 alfiere del bianco · g4 cavallo del nero · a3 pedone del bianco · c3 pedone del bianco · g3 cavallo del bianco · b2 pedone del bianco · d2 donna del bianco · e2 alfiere del bianco · h2 pedone del bianco · a1 torre del bianco · e1 re del bianco · h1 torre del bianco | c8 re del nero · d8 torre del nero · h8 torre del nero · e7 alfiere del nero · g7 pedone del nero · a6 pedone del nero · b6 donna del nero · c6 cavallo del nero · e6 pedone del nero · b5 pedone del nero · d5 pedone del nero · e5 pedone del bianco · c4 pedone del nero · d4 pedone del bianco · f4 alfiere del bianco · g4 cavallo del nero · a3 pedone del bianco · c3 pedone del bianco · g3 cavallo del bianco · b2 pedone del bianco · d2 donna del bianco · e2 alfiere del bianco · h2 pedone del bianco · a1 torre del bianco · e1 re del bianco · h1 torre del bianco | c8 re del nero · d8 torre del nero · h8 torre del nero · e7 alfiere del nero · g7 pedone del nero · a6 pedone del nero · b6 donna del nero · c6 cavallo del nero · e6 pedone del nero · b5 pedone del nero · d5 pedone del nero · e5 pedone del bianco · c4 pedone del nero · d4 pedone del bianco · f4 alfiere del bianco · g4 cavallo del nero · a3 pedone del bianco · c3 pedone del bianco · g3 cavallo del bianco · b2 pedone del bianco · d2 donna del bianco · e2 alfiere del bianco · h2 pedone del bianco · a1 torre del bianco · e1 re del bianco · h1 torre del bianco | c8 re del nero · d8 torre del nero · h8 torre del nero · e7 alfiere del nero · g7 pedone del nero · a6 pedone del nero · b6 donna del nero · c6 cavallo del nero · e6 pedone del nero · b5 pedone del nero · d5 pedone del nero · e5 pedone del bianco · c4 pedone del nero · d4 pedone del bianco · f4 alfiere del bianco · g4 cavallo del nero · a3 pedone del bianco · c3 pedone del bianco · g3 cavallo del bianco · b2 pedone del bianco · d2 donna del bianco · e2 alfiere del bianco · h2 pedone del bianco · a1 torre del bianco · e1 re del bianco · h1 torre del bianco | c8 re del nero · d8 torre del nero · h8 torre del nero · e7 alfiere del nero · g7 pedone del nero · a6 pedone del nero · b6 donna del nero · c6 cavallo del nero · e6 pedone del nero · b5 pedone del nero · d5 pedone del nero · e5 pedone del bianco · c4 pedone del nero · d4 pedone del bianco · f4 alfiere del bianco · g4 cavallo del nero · a3 pedone del bianco · c3 pedone del bianco · g3 cavallo del bianco · b2 pedone del bianco · d2 donna del bianco · e2 alfiere del bianco · h2 pedone del bianco · a1 torre del bianco · e1 re del bianco · h1 torre del bianco | c8 re del nero · d8 torre del nero · h8 torre del nero · e7 alfiere del nero · g7 pedone del nero · a6 pedone del nero · b6 donna del nero · c6 cavallo del nero · e6 pedone del nero · b5 pedone del nero · d5 pedone del nero · e5 pedone del bianco · c4 pedone del nero · d4 pedone del bianco · f4 alfiere del bianco · g4 cavallo del nero · a3 pedone del bianco · c3 pedone del bianco · g3 cavallo del bianco · b2 pedone del bianco · d2 donna del bianco · e2 alfiere del bianco · h2 pedone del bianco · a1 torre del bianco · e1 re del bianco · h1 torre del bianco | 7 |
| 6 | c8 re del nero · d8 torre del nero · h8 torre del nero · e7 alfiere del nero · g7 pedone del nero · a6 pedone del nero · b6 donna del nero · c6 cavallo del nero · e6 pedone del nero · b5 pedone del nero · d5 pedone del nero · e5 pedone del bianco · c4 pedone del nero · d4 pedone del bianco · f4 alfiere del bianco · g4 cavallo del nero · a3 pedone del bianco · c3 pedone del bianco · g3 cavallo del bianco · b2 pedone del bianco · d2 donna del bianco · e2 alfiere del bianco · h2 pedone del bianco · a1 torre del bianco · e1 re del bianco · h1 torre del bianco | c8 re del nero · d8 torre del nero · h8 torre del nero · e7 alfiere del nero · g7 pedone del nero · a6 pedone del nero · b6 donna del nero · c6 cavallo del nero · e6 pedone del nero · b5 pedone del nero · d5 pedone del nero · e5 pedone del bianco · c4 pedone del nero · d4 pedone del bianco · f4 alfiere del bianco · g4 cavallo del nero · a3 pedone del bianco · c3 pedone del bianco · g3 cavallo del bianco · b2 pedone del bianco · d2 donna del bianco · e2 alfiere del bianco · h2 pedone del bianco · a1 torre del bianco · e1 re del bianco · h1 torre del bianco | c8 re del nero · d8 torre del nero · h8 torre del nero · e7 alfiere del nero · g7 pedone del nero · a6 pedone del nero · b6 donna del nero · c6 cavallo del nero · e6 pedone del nero · b5 pedone del nero · d5 pedone del nero · e5 pedone del bianco · c4 pedone del nero · d4 pedone del bianco · f4 alfiere del bianco · g4 cavallo del nero · a3 pedone del bianco · c3 pedone del bianco · g3 cavallo del bianco · b2 pedone del bianco · d2 donna del bianco · e2 alfiere del bianco · h2 pedone del bianco · a1 torre del bianco · e1 re del bianco · h1 torre del bianco | c8 re del nero · d8 torre del nero · h8 torre del nero · e7 alfiere del nero · g7 pedone del nero · a6 pedone del nero · b6 donna del nero · c6 cavallo del nero · e6 pedone del nero · b5 pedone del nero · d5 pedone del nero · e5 pedone del bianco · c4 pedone del nero · d4 pedone del bianco · f4 alfiere del bianco · g4 cavallo del nero · a3 pedone del bianco · c3 pedone del bianco · g3 cavallo del bianco · b2 pedone del bianco · d2 donna del bianco · e2 alfiere del bianco · h2 pedone del bianco · a1 torre del bianco · e1 re del bianco · h1 torre del bianco | c8 re del nero · d8 torre del nero · h8 torre del nero · e7 alfiere del nero · g7 pedone del nero · a6 pedone del nero · b6 donna del nero · c6 cavallo del nero · e6 pedone del nero · b5 pedone del nero · d5 pedone del nero · e5 pedone del bianco · c4 pedone del nero · d4 pedone del bianco · f4 alfiere del bianco · g4 cavallo del nero · a3 pedone del bianco · c3 pedone del bianco · g3 cavallo del bianco · b2 pedone del bianco · d2 donna del bianco · e2 alfiere del bianco · h2 pedone del bianco · a1 torre del bianco · e1 re del bianco · h1 torre del bianco | c8 re del nero · d8 torre del nero · h8 torre del nero · e7 alfiere del nero · g7 pedone del nero · a6 pedone del nero · b6 donna del nero · c6 cavallo del nero · e6 pedone del nero · b5 pedone del nero · d5 pedone del nero · e5 pedone del bianco · c4 pedone del nero · d4 pedone del bianco · f4 alfiere del bianco · g4 cavallo del nero · a3 pedone del bianco · c3 pedone del bianco · g3 cavallo del bianco · b2 pedone del bianco · d2 donna del bianco · e2 alfiere del bianco · h2 pedone del bianco · a1 torre del bianco · e1 re del bianco · h1 torre del bianco | c8 re del nero · d8 torre del nero · h8 torre del nero · e7 alfiere del nero · g7 pedone del nero · a6 pedone del nero · b6 donna del nero · c6 cavallo del nero · e6 pedone del nero · b5 pedone del nero · d5 pedone del nero · e5 pedone del bianco · c4 pedone del nero · d4 pedone del bianco · f4 alfiere del bianco · g4 cavallo del nero · a3 pedone del bianco · c3 pedone del bianco · g3 cavallo del bianco · b2 pedone del bianco · d2 donna del bianco · e2 alfiere del bianco · h2 pedone del bianco · a1 torre del bianco · e1 re del bianco · h1 torre del bianco | c8 re del nero · d8 torre del nero · h8 torre del nero · e7 alfiere del nero · g7 pedone del nero · a6 pedone del nero · b6 donna del nero · c6 cavallo del nero · e6 pedone del nero · b5 pedone del nero · d5 pedone del nero · e5 pedone del bianco · c4 pedone del nero · d4 pedone del bianco · f4 alfiere del bianco · g4 cavallo del nero · a3 pedone del bianco · c3 pedone del bianco · g3 cavallo del bianco · b2 pedone del bianco · d2 donna del bianco · e2 alfiere del bianco · h2 pedone del bianco · a1 torre del bianco · e1 re del bianco · h1 torre del bianco | 6 |
| 5 | c8 re del nero · d8 torre del nero · h8 torre del nero · e7 alfiere del nero · g7 pedone del nero · a6 pedone del nero · b6 donna del nero · c6 cavallo del nero · e6 pedone del nero · b5 pedone del nero · d5 pedone del nero · e5 pedone del bianco · c4 pedone del nero · d4 pedone del bianco · f4 alfiere del bianco · g4 cavallo del nero · a3 pedone del bianco · c3 pedone del bianco · g3 cavallo del bianco · b2 pedone del bianco · d2 donna del bianco · e2 alfiere del bianco · h2 pedone del bianco · a1 torre del bianco · e1 re del bianco · h1 torre del bianco | c8 re del nero · d8 torre del nero · h8 torre del nero · e7 alfiere del nero · g7 pedone del nero · a6 pedone del nero · b6 donna del nero · c6 cavallo del nero · e6 pedone del nero · b5 pedone del nero · d5 pedone del nero · e5 pedone del bianco · c4 pedone del nero · d4 pedone del bianco · f4 alfiere del bianco · g4 cavallo del nero · a3 pedone del bianco · c3 pedone del bianco · g3 cavallo del bianco · b2 pedone del bianco · d2 donna del bianco · e2 alfiere del bianco · h2 pedone del bianco · a1 torre del bianco · e1 re del bianco · h1 torre del bianco | c8 re del nero · d8 torre del nero · h8 torre del nero · e7 alfiere del nero · g7 pedone del nero · a6 pedone del nero · b6 donna del nero · c6 cavallo del nero · e6 pedone del nero · b5 pedone del nero · d5 pedone del nero · e5 pedone del bianco · c4 pedone del nero · d4 pedone del bianco · f4 alfiere del bianco · g4 cavallo del nero · a3 pedone del bianco · c3 pedone del bianco · g3 cavallo del bianco · b2 pedone del bianco · d2 donna del bianco · e2 alfiere del bianco · h2 pedone del bianco · a1 torre del bianco · e1 re del bianco · h1 torre del bianco | c8 re del nero · d8 torre del nero · h8 torre del nero · e7 alfiere del nero · g7 pedone del nero · a6 pedone del nero · b6 donna del nero · c6 cavallo del nero · e6 pedone del nero · b5 pedone del nero · d5 pedone del nero · e5 pedone del bianco · c4 pedone del nero · d4 pedone del bianco · f4 alfiere del bianco · g4 cavallo del nero · a3 pedone del bianco · c3 pedone del bianco · g3 cavallo del bianco · b2 pedone del bianco · d2 donna del bianco · e2 alfiere del bianco · h2 pedone del bianco · a1 torre del bianco · e1 re del bianco · h1 torre del bianco | c8 re del nero · d8 torre del nero · h8 torre del nero · e7 alfiere del nero · g7 pedone del nero · a6 pedone del nero · b6 donna del nero · c6 cavallo del nero · e6 pedone del nero · b5 pedone del nero · d5 pedone del nero · e5 pedone del bianco · c4 pedone del nero · d4 pedone del bianco · f4 alfiere del bianco · g4 cavallo del nero · a3 pedone del bianco · c3 pedone del bianco · g3 cavallo del bianco · b2 pedone del bianco · d2 donna del bianco · e2 alfiere del bianco · h2 pedone del bianco · a1 torre del bianco · e1 re del bianco · h1 torre del bianco | c8 re del nero · d8 torre del nero · h8 torre del nero · e7 alfiere del nero · g7 pedone del nero · a6 pedone del nero · b6 donna del nero · c6 cavallo del nero · e6 pedone del nero · b5 pedone del nero · d5 pedone del nero · e5 pedone del bianco · c4 pedone del nero · d4 pedone del bianco · f4 alfiere del bianco · g4 cavallo del nero · a3 pedone del bianco · c3 pedone del bianco · g3 cavallo del bianco · b2 pedone del bianco · d2 donna del bianco · e2 alfiere del bianco · h2 pedone del bianco · a1 torre del bianco · e1 re del bianco · h1 torre del bianco | c8 re del nero · d8 torre del nero · h8 torre del nero · e7 alfiere del nero · g7 pedone del nero · a6 pedone del nero · b6 donna del nero · c6 cavallo del nero · e6 pedone del nero · b5 pedone del nero · d5 pedone del nero · e5 pedone del bianco · c4 pedone del nero · d4 pedone del bianco · f4 alfiere del bianco · g4 cavallo del nero · a3 pedone del bianco · c3 pedone del bianco · g3 cavallo del bianco · b2 pedone del bianco · d2 donna del bianco · e2 alfiere del bianco · h2 pedone del bianco · a1 torre del bianco · e1 re del bianco · h1 torre del bianco | c8 re del nero · d8 torre del nero · h8 torre del nero · e7 alfiere del nero · g7 pedone del nero · a6 pedone del nero · b6 donna del nero · c6 cavallo del nero · e6 pedone del nero · b5 pedone del nero · d5 pedone del nero · e5 pedone del bianco · c4 pedone del nero · d4 pedone del bianco · f4 alfiere del bianco · g4 cavallo del nero · a3 pedone del bianco · c3 pedone del bianco · g3 cavallo del bianco · b2 pedone del bianco · d2 donna del bianco · e2 alfiere del bianco · h2 pedone del bianco · a1 torre del bianco · e1 re del bianco · h1 torre del bianco | 5 |
| 4 | c8 re del nero · d8 torre del nero · h8 torre del nero · e7 alfiere del nero · g7 pedone del nero · a6 pedone del nero · b6 donna del nero · c6 cavallo del nero · e6 pedone del nero · b5 pedone del nero · d5 pedone del nero · e5 pedone del bianco · c4 pedone del nero · d4 pedone del bianco · f4 alfiere del bianco · g4 cavallo del nero · a3 pedone del bianco · c3 pedone del bianco · g3 cavallo del bianco · b2 pedone del bianco · d2 donna del bianco · e2 alfiere del bianco · h2 pedone del bianco · a1 torre del bianco · e1 re del bianco · h1 torre del bianco | c8 re del nero · d8 torre del nero · h8 torre del nero · e7 alfiere del nero · g7 pedone del nero · a6 pedone del nero · b6 donna del nero · c6 cavallo del nero · e6 pedone del nero · b5 pedone del nero · d5 pedone del nero · e5 pedone del bianco · c4 pedone del nero · d4 pedone del bianco · f4 alfiere del bianco · g4 cavallo del nero · a3 pedone del bianco · c3 pedone del bianco · g3 cavallo del bianco · b2 pedone del bianco · d2 donna del bianco · e2 alfiere del bianco · h2 pedone del bianco · a1 torre del bianco · e1 re del bianco · h1 torre del bianco | c8 re del nero · d8 torre del nero · h8 torre del nero · e7 alfiere del nero · g7 pedone del nero · a6 pedone del nero · b6 donna del nero · c6 cavallo del nero · e6 pedone del nero · b5 pedone del nero · d5 pedone del nero · e5 pedone del bianco · c4 pedone del nero · d4 pedone del bianco · f4 alfiere del bianco · g4 cavallo del nero · a3 pedone del bianco · c3 pedone del bianco · g3 cavallo del bianco · b2 pedone del bianco · d2 donna del bianco · e2 alfiere del bianco · h2 pedone del bianco · a1 torre del bianco · e1 re del bianco · h1 torre del bianco | c8 re del nero · d8 torre del nero · h8 torre del nero · e7 alfiere del nero · g7 pedone del nero · a6 pedone del nero · b6 donna del nero · c6 cavallo del nero · e6 pedone del nero · b5 pedone del nero · d5 pedone del nero · e5 pedone del bianco · c4 pedone del nero · d4 pedone del bianco · f4 alfiere del bianco · g4 cavallo del nero · a3 pedone del bianco · c3 pedone del bianco · g3 cavallo del bianco · b2 pedone del bianco · d2 donna del bianco · e2 alfiere del bianco · h2 pedone del bianco · a1 torre del bianco · e1 re del bianco · h1 torre del bianco | c8 re del nero · d8 torre del nero · h8 torre del nero · e7 alfiere del nero · g7 pedone del nero · a6 pedone del nero · b6 donna del nero · c6 cavallo del nero · e6 pedone del nero · b5 pedone del nero · d5 pedone del nero · e5 pedone del bianco · c4 pedone del nero · d4 pedone del bianco · f4 alfiere del bianco · g4 cavallo del nero · a3 pedone del bianco · c3 pedone del bianco · g3 cavallo del bianco · b2 pedone del bianco · d2 donna del bianco · e2 alfiere del bianco · h2 pedone del bianco · a1 torre del bianco · e1 re del bianco · h1 torre del bianco | c8 re del nero · d8 torre del nero · h8 torre del nero · e7 alfiere del nero · g7 pedone del nero · a6 pedone del nero · b6 donna del nero · c6 cavallo del nero · e6 pedone del nero · b5 pedone del nero · d5 pedone del nero · e5 pedone del bianco · c4 pedone del nero · d4 pedone del bianco · f4 alfiere del bianco · g4 cavallo del nero · a3 pedone del bianco · c3 pedone del bianco · g3 cavallo del bianco · b2 pedone del bianco · d2 donna del bianco · e2 alfiere del bianco · h2 pedone del bianco · a1 torre del bianco · e1 re del bianco · h1 torre del bianco | c8 re del nero · d8 torre del nero · h8 torre del nero · e7 alfiere del nero · g7 pedone del nero · a6 pedone del nero · b6 donna del nero · c6 cavallo del nero · e6 pedone del nero · b5 pedone del nero · d5 pedone del nero · e5 pedone del bianco · c4 pedone del nero · d4 pedone del bianco · f4 alfiere del bianco · g4 cavallo del nero · a3 pedone del bianco · c3 pedone del bianco · g3 cavallo del bianco · b2 pedone del bianco · d2 donna del bianco · e2 alfiere del bianco · h2 pedone del bianco · a1 torre del bianco · e1 re del bianco · h1 torre del bianco | c8 re del nero · d8 torre del nero · h8 torre del nero · e7 alfiere del nero · g7 pedone del nero · a6 pedone del nero · b6 donna del nero · c6 cavallo del nero · e6 pedone del nero · b5 pedone del nero · d5 pedone del nero · e5 pedone del bianco · c4 pedone del nero · d4 pedone del bianco · f4 alfiere del bianco · g4 cavallo del nero · a3 pedone del bianco · c3 pedone del bianco · g3 cavallo del bianco · b2 pedone del bianco · d2 donna del bianco · e2 alfiere del bianco · h2 pedone del bianco · a1 torre del bianco · e1 re del bianco · h1 torre del bianco | 4 |
| 3 | c8 re del nero · d8 torre del nero · h8 torre del nero · e7 alfiere del nero · g7 pedone del nero · a6 pedone del nero · b6 donna del nero · c6 cavallo del nero · e6 pedone del nero · b5 pedone del nero · d5 pedone del nero · e5 pedone del bianco · c4 pedone del nero · d4 pedone del bianco · f4 alfiere del bianco · g4 cavallo del nero · a3 pedone del bianco · c3 pedone del bianco · g3 cavallo del bianco · b2 pedone del bianco · d2 donna del bianco · e2 alfiere del bianco · h2 pedone del bianco · a1 torre del bianco · e1 re del bianco · h1 torre del bianco | c8 re del nero · d8 torre del nero · h8 torre del nero · e7 alfiere del nero · g7 pedone del nero · a6 pedone del nero · b6 donna del nero · c6 cavallo del nero · e6 pedone del nero · b5 pedone del nero · d5 pedone del nero · e5 pedone del bianco · c4 pedone del nero · d4 pedone del bianco · f4 alfiere del bianco · g4 cavallo del nero · a3 pedone del bianco · c3 pedone del bianco · g3 cavallo del bianco · b2 pedone del bianco · d2 donna del bianco · e2 alfiere del bianco · h2 pedone del bianco · a1 torre del bianco · e1 re del bianco · h1 torre del bianco | c8 re del nero · d8 torre del nero · h8 torre del nero · e7 alfiere del nero · g7 pedone del nero · a6 pedone del nero · b6 donna del nero · c6 cavallo del nero · e6 pedone del nero · b5 pedone del nero · d5 pedone del nero · e5 pedone del bianco · c4 pedone del nero · d4 pedone del bianco · f4 alfiere del bianco · g4 cavallo del nero · a3 pedone del bianco · c3 pedone del bianco · g3 cavallo del bianco · b2 pedone del bianco · d2 donna del bianco · e2 alfiere del bianco · h2 pedone del bianco · a1 torre del bianco · e1 re del bianco · h1 torre del bianco | c8 re del nero · d8 torre del nero · h8 torre del nero · e7 alfiere del nero · g7 pedone del nero · a6 pedone del nero · b6 donna del nero · c6 cavallo del nero · e6 pedone del nero · b5 pedone del nero · d5 pedone del nero · e5 pedone del bianco · c4 pedone del nero · d4 pedone del bianco · f4 alfiere del bianco · g4 cavallo del nero · a3 pedone del bianco · c3 pedone del bianco · g3 cavallo del bianco · b2 pedone del bianco · d2 donna del bianco · e2 alfiere del bianco · h2 pedone del bianco · a1 torre del bianco · e1 re del bianco · h1 torre del bianco | c8 re del nero · d8 torre del nero · h8 torre del nero · e7 alfiere del nero · g7 pedone del nero · a6 pedone del nero · b6 donna del nero · c6 cavallo del nero · e6 pedone del nero · b5 pedone del nero · d5 pedone del nero · e5 pedone del bianco · c4 pedone del nero · d4 pedone del bianco · f4 alfiere del bianco · g4 cavallo del nero · a3 pedone del bianco · c3 pedone del bianco · g3 cavallo del bianco · b2 pedone del bianco · d2 donna del bianco · e2 alfiere del bianco · h2 pedone del bianco · a1 torre del bianco · e1 re del bianco · h1 torre del bianco | c8 re del nero · d8 torre del nero · h8 torre del nero · e7 alfiere del nero · g7 pedone del nero · a6 pedone del nero · b6 donna del nero · c6 cavallo del nero · e6 pedone del nero · b5 pedone del nero · d5 pedone del nero · e5 pedone del bianco · c4 pedone del nero · d4 pedone del bianco · f4 alfiere del bianco · g4 cavallo del nero · a3 pedone del bianco · c3 pedone del bianco · g3 cavallo del bianco · b2 pedone del bianco · d2 donna del bianco · e2 alfiere del bianco · h2 pedone del bianco · a1 torre del bianco · e1 re del bianco · h1 torre del bianco | c8 re del nero · d8 torre del nero · h8 torre del nero · e7 alfiere del nero · g7 pedone del nero · a6 pedone del nero · b6 donna del nero · c6 cavallo del nero · e6 pedone del nero · b5 pedone del nero · d5 pedone del nero · e5 pedone del bianco · c4 pedone del nero · d4 pedone del bianco · f4 alfiere del bianco · g4 cavallo del nero · a3 pedone del bianco · c3 pedone del bianco · g3 cavallo del bianco · b2 pedone del bianco · d2 donna del bianco · e2 alfiere del bianco · h2 pedone del bianco · a1 torre del bianco · e1 re del bianco · h1 torre del bianco | c8 re del nero · d8 torre del nero · h8 torre del nero · e7 alfiere del nero · g7 pedone del nero · a6 pedone del nero · b6 donna del nero · c6 cavallo del nero · e6 pedone del nero · b5 pedone del nero · d5 pedone del nero · e5 pedone del bianco · c4 pedone del nero · d4 pedone del bianco · f4 alfiere del bianco · g4 cavallo del nero · a3 pedone del bianco · c3 pedone del bianco · g3 cavallo del bianco · b2 pedone del bianco · d2 donna del bianco · e2 alfiere del bianco · h2 pedone del bianco · a1 torre del bianco · e1 re del bianco · h1 torre del bianco | 3 |
| 2 | c8 re del nero · d8 torre del nero · h8 torre del nero · e7 alfiere del nero · g7 pedone del nero · a6 pedone del nero · b6 donna del nero · c6 cavallo del nero · e6 pedone del nero · b5 pedone del nero · d5 pedone del nero · e5 pedone del bianco · c4 pedone del nero · d4 pedone del bianco · f4 alfiere del bianco · g4 cavallo del nero · a3 pedone del bianco · c3 pedone del bianco · g3 cavallo del bianco · b2 pedone del bianco · d2 donna del bianco · e2 alfiere del bianco · h2 pedone del bianco · a1 torre del bianco · e1 re del bianco · h1 torre del bianco | c8 re del nero · d8 torre del nero · h8 torre del nero · e7 alfiere del nero · g7 pedone del nero · a6 pedone del nero · b6 donna del nero · c6 cavallo del nero · e6 pedone del nero · b5 pedone del nero · d5 pedone del nero · e5 pedone del bianco · c4 pedone del nero · d4 pedone del bianco · f4 alfiere del bianco · g4 cavallo del nero · a3 pedone del bianco · c3 pedone del bianco · g3 cavallo del bianco · b2 pedone del bianco · d2 donna del bianco · e2 alfiere del bianco · h2 pedone del bianco · a1 torre del bianco · e1 re del bianco · h1 torre del bianco | c8 re del nero · d8 torre del nero · h8 torre del nero · e7 alfiere del nero · g7 pedone del nero · a6 pedone del nero · b6 donna del nero · c6 cavallo del nero · e6 pedone del nero · b5 pedone del nero · d5 pedone del nero · e5 pedone del bianco · c4 pedone del nero · d4 pedone del bianco · f4 alfiere del bianco · g4 cavallo del nero · a3 pedone del bianco · c3 pedone del bianco · g3 cavallo del bianco · b2 pedone del bianco · d2 donna del bianco · e2 alfiere del bianco · h2 pedone del bianco · a1 torre del bianco · e1 re del bianco · h1 torre del bianco | c8 re del nero · d8 torre del nero · h8 torre del nero · e7 alfiere del nero · g7 pedone del nero · a6 pedone del nero · b6 donna del nero · c6 cavallo del nero · e6 pedone del nero · b5 pedone del nero · d5 pedone del nero · e5 pedone del bianco · c4 pedone del nero · d4 pedone del bianco · f4 alfiere del bianco · g4 cavallo del nero · a3 pedone del bianco · c3 pedone del bianco · g3 cavallo del bianco · b2 pedone del bianco · d2 donna del bianco · e2 alfiere del bianco · h2 pedone del bianco · a1 torre del bianco · e1 re del bianco · h1 torre del bianco | c8 re del nero · d8 torre del nero · h8 torre del nero · e7 alfiere del nero · g7 pedone del nero · a6 pedone del nero · b6 donna del nero · c6 cavallo del nero · e6 pedone del nero · b5 pedone del nero · d5 pedone del nero · e5 pedone del bianco · c4 pedone del nero · d4 pedone del bianco · f4 alfiere del bianco · g4 cavallo del nero · a3 pedone del bianco · c3 pedone del bianco · g3 cavallo del bianco · b2 pedone del bianco · d2 donna del bianco · e2 alfiere del bianco · h2 pedone del bianco · a1 torre del bianco · e1 re del bianco · h1 torre del bianco | c8 re del nero · d8 torre del nero · h8 torre del nero · e7 alfiere del nero · g7 pedone del nero · a6 pedone del nero · b6 donna del nero · c6 cavallo del nero · e6 pedone del nero · b5 pedone del nero · d5 pedone del nero · e5 pedone del bianco · c4 pedone del nero · d4 pedone del bianco · f4 alfiere del bianco · g4 cavallo del nero · a3 pedone del bianco · c3 pedone del bianco · g3 cavallo del bianco · b2 pedone del bianco · d2 donna del bianco · e2 alfiere del bianco · h2 pedone del bianco · a1 torre del bianco · e1 re del bianco · h1 torre del bianco | c8 re del nero · d8 torre del nero · h8 torre del nero · e7 alfiere del nero · g7 pedone del nero · a6 pedone del nero · b6 donna del nero · c6 cavallo del nero · e6 pedone del nero · b5 pedone del nero · d5 pedone del nero · e5 pedone del bianco · c4 pedone del nero · d4 pedone del bianco · f4 alfiere del bianco · g4 cavallo del nero · a3 pedone del bianco · c3 pedone del bianco · g3 cavallo del bianco · b2 pedone del bianco · d2 donna del bianco · e2 alfiere del bianco · h2 pedone del bianco · a1 torre del bianco · e1 re del bianco · h1 torre del bianco | c8 re del nero · d8 torre del nero · h8 torre del nero · e7 alfiere del nero · g7 pedone del nero · a6 pedone del nero · b6 donna del nero · c6 cavallo del nero · e6 pedone del nero · b5 pedone del nero · d5 pedone del nero · e5 pedone del bianco · c4 pedone del nero · d4 pedone del bianco · f4 alfiere del bianco · g4 cavallo del nero · a3 pedone del bianco · c3 pedone del bianco · g3 cavallo del bianco · b2 pedone del bianco · d2 donna del bianco · e2 alfiere del bianco · h2 pedone del bianco · a1 torre del bianco · e1 re del bianco · h1 torre del bianco | 2 |
| 1 | c8 re del nero · d8 torre del nero · h8 torre del nero · e7 alfiere del nero · g7 pedone del nero · a6 pedone del nero · b6 donna del nero · c6 cavallo del nero · e6 pedone del nero · b5 pedone del nero · d5 pedone del nero · e5 pedone del bianco · c4 pedone del nero · d4 pedone del bianco · f4 alfiere del bianco · g4 cavallo del nero · a3 pedone del bianco · c3 pedone del bianco · g3 cavallo del bianco · b2 pedone del bianco · d2 donna del bianco · e2 alfiere del bianco · h2 pedone del bianco · a1 torre del bianco · e1 re del bianco · h1 torre del bianco | c8 re del nero · d8 torre del nero · h8 torre del nero · e7 alfiere del nero · g7 pedone del nero · a6 pedone del nero · b6 donna del nero · c6 cavallo del nero · e6 pedone del nero · b5 pedone del nero · d5 pedone del nero · e5 pedone del bianco · c4 pedone del nero · d4 pedone del bianco · f4 alfiere del bianco · g4 cavallo del nero · a3 pedone del bianco · c3 pedone del bianco · g3 cavallo del bianco · b2 pedone del bianco · d2 donna del bianco · e2 alfiere del bianco · h2 pedone del bianco · a1 torre del bianco · e1 re del bianco · h1 torre del bianco | c8 re del nero · d8 torre del nero · h8 torre del nero · e7 alfiere del nero · g7 pedone del nero · a6 pedone del nero · b6 donna del nero · c6 cavallo del nero · e6 pedone del nero · b5 pedone del nero · d5 pedone del nero · e5 pedone del bianco · c4 pedone del nero · d4 pedone del bianco · f4 alfiere del bianco · g4 cavallo del nero · a3 pedone del bianco · c3 pedone del bianco · g3 cavallo del bianco · b2 pedone del bianco · d2 donna del bianco · e2 alfiere del bianco · h2 pedone del bianco · a1 torre del bianco · e1 re del bianco · h1 torre del bianco | c8 re del nero · d8 torre del nero · h8 torre del nero · e7 alfiere del nero · g7 pedone del nero · a6 pedone del nero · b6 donna del nero · c6 cavallo del nero · e6 pedone del nero · b5 pedone del nero · d5 pedone del nero · e5 pedone del bianco · c4 pedone del nero · d4 pedone del bianco · f4 alfiere del bianco · g4 cavallo del nero · a3 pedone del bianco · c3 pedone del bianco · g3 cavallo del bianco · b2 pedone del bianco · d2 donna del bianco · e2 alfiere del bianco · h2 pedone del bianco · a1 torre del bianco · e1 re del bianco · h1 torre del bianco | c8 re del nero · d8 torre del nero · h8 torre del nero · e7 alfiere del nero · g7 pedone del nero · a6 pedone del nero · b6 donna del nero · c6 cavallo del nero · e6 pedone del nero · b5 pedone del nero · d5 pedone del nero · e5 pedone del bianco · c4 pedone del nero · d4 pedone del bianco · f4 alfiere del bianco · g4 cavallo del nero · a3 pedone del bianco · c3 pedone del bianco · g3 cavallo del bianco · b2 pedone del bianco · d2 donna del bianco · e2 alfiere del bianco · h2 pedone del bianco · a1 torre del bianco · e1 re del bianco · h1 torre del bianco | c8 re del nero · d8 torre del nero · h8 torre del nero · e7 alfiere del nero · g7 pedone del nero · a6 pedone del nero · b6 donna del nero · c6 cavallo del nero · e6 pedone del nero · b5 pedone del nero · d5 pedone del nero · e5 pedone del bianco · c4 pedone del nero · d4 pedone del bianco · f4 alfiere del bianco · g4 cavallo del nero · a3 pedone del bianco · c3 pedone del bianco · g3 cavallo del bianco · b2 pedone del bianco · d2 donna del bianco · e2 alfiere del bianco · h2 pedone del bianco · a1 torre del bianco · e1 re del bianco · h1 torre del bianco | c8 re del nero · d8 torre del nero · h8 torre del nero · e7 alfiere del nero · g7 pedone del nero · a6 pedone del nero · b6 donna del nero · c6 cavallo del nero · e6 pedone del nero · b5 pedone del nero · d5 pedone del nero · e5 pedone del bianco · c4 pedone del nero · d4 pedone del bianco · f4 alfiere del bianco · g4 cavallo del nero · a3 pedone del bianco · c3 pedone del bianco · g3 cavallo del bianco · b2 pedone del bianco · d2 donna del bianco · e2 alfiere del bianco · h2 pedone del bianco · a1 torre del bianco · e1 re del bianco · h1 torre del bianco | c8 re del nero · d8 torre del nero · h8 torre del nero · e7 alfiere del nero · g7 pedone del nero · a6 pedone del nero · b6 donna del nero · c6 cavallo del nero · e6 pedone del nero · b5 pedone del nero · d5 pedone del nero · e5 pedone del bianco · c4 pedone del nero · d4 pedone del bianco · f4 alfiere del bianco · g4 cavallo del nero · a3 pedone del bianco · c3 pedone del bianco · g3 cavallo del bianco · b2 pedone del bianco · d2 donna del bianco · e2 alfiere del bianco · h2 pedone del bianco · a1 torre del bianco · e1 re del bianco · h1 torre del bianco | 1 |
|   | a | b | c | d | e | f | g | h |   |

21...Cgxe5!?
Questo sacrificio fu commentato come molto coraggioso da molti grandi maestri, tra cui Nigel Short.
22. De3 Cd7 23. Dxe6 Ah4 24. Dg4 g5 25. Ad2 Tde8 26. O-O-O Ca5 27. Tdf1??
Questo è considerato l'errore decisivo.
27...Cb3+ 28. Rd1 Axg3   Il bianco non può catturare l'alfiere per la risposta ...Dg6
29. Tf7 Td8 30. Axg5 Dg6 31. Df5 Dxf5 32. Txf5 Tdf8 33. Txf8+ Cxf8 34. Af3 Ah4 35. Ae3 Cd7 36. Axd5 Te8 37. Ah6 Cdc5 38. Af7 Te7 39. Ah5 Cd3 (0-1).